# Cathervielle
Cathervielle település Franciaországban, Haute-Garonne megyében. Lakosainak száma 32 fő (2022. január 1.). Cathervielle Cirès, Caubous, Garin és Poubeau községekkel határos.

## Népesség
A település népességének változása:
| Lakosok száma | 34   | 30   | 33   | 34   | 37   | 38   | 36   | 36   | 36   | 32   |
|               | 1968 | 1982 | 1990 | 2006 | 2013 | 2015 | 2017 | 2019 | 2020 | 2022 |